# Thereva hirticeps
Thereva hirticeps är en tvåvingeart som beskrevs av Friedrich Hermann Loew 1874. Thereva hirticeps ingår i släktet Thereva och familjen stilettflugor.
Artens utbredningsområde är Kalifornien. Inga underarter finns listade i Catalogue of Life.